# Урицкий (Брянск)
Ури́цкий —  упразднённый рабочий посёлок, включённый в состав города Брянск в 1950 году; бывший рабочий посёлок Брянского района Брянской области,  на ж/д линии Брянск-Смоленск при примыкании к ней линии Брянск-Вязьма.
Возник в 1870-х гг. под Брянском как один из заводских поселков при Сергиево-Радицком паровозостроительном заводе и ж/д платформе Мальцо́вская (ныне Ма́льцевская); до 1919 назывался Се́ргиево-Ра́дица; Мальцо́вская слобода.
С тех пор, как турист высадится на Мальцовской платформе, ему заботиться не о чем. Ночлег, стол — всё ему готово, потому что во всех углах этого края устроены господские дома с помещением для приезжающих и расторопною прислугою. Чистота этих домов доведена до педантизма; гостеприимство в них самое широкое. 
В 1919 переименован в память бывшего председателя Петроградской ВЧК Моисея Соломоновича Урицкого.
С 1925 отнесен к категории рабочих поселков с присоединением пос. им. Воровского; в 1928—1931 в его черту были временно включены село Радица-Чугунная и пос. Карачиж-Крыловка.
По данным переписи 1939 г., население р.п. Урицкий составляло 10,1 тыс. жителей.
Основным предприятием посёлка был Урицкий вагоностроительный завод (бывший Радицкий паровозостроительный). С началом Великой Отечественной войны Урицкий вагоностроительный завод был эвакуирован в город Энгельс Саратовской области, где дал начало известному троллейбусному заводу имени Урицкого.
Во время оккупации города в годы Великой Отечественной войны посёлкам имени Урицкого и имени Воровского были временно возвращены их исторические наименования «Мальцевский» и «Новая Постройка». В эти годы (1941—1943) здесь, на территории бывшей ремонтной базы, размещался крупнейший концлагерь Брянщины (№ 142, другое название — «концлагерь в Радице», нем. Dulag 142), где было уничтожено около 40 тысяч человек, преимущественно военнопленных. После освобождения Брянщины, концлагерь был преобразован в советский лагерь для военнопленных № 326, где содержались солдаты вермахта и их союзники-венгры (действовал до 1950 года).
В послевоенные годы в посёлке возникли несколько предприятий оборонной отрасли, а на месте бывшего вагоностроительного завода был построен завод «Строммашина» (ныне ОАО «Ирмаш»). 6 июля 1950 года поселок Урицкий был присоединен к городу Брянску (ныне — северо-западная часть Володарского р-на). Бо́льшая часть территории бывшего посёлка Урицкий сегодня представляет собой промзону.

## Другой Урицкий
В настоящее время под Брянском существует другой посёлок Урицкий при одноименном железнодорожном разъезде, входящий в состав Стекляннорадицкого сельского поселения.